# Vimugrasa
Viviendas Municipales de Granollers S.A. (Vimugrasa) va ser una empresa pública creada el 1971 amb l'objecte de construir habitatges de protecció oficial a Granollers i que va funcionar fins a 1979.

## Història
L'empresa es constituí formalment com a societat mercantil el febrer de 1971 amb l'objecte de promoure la construcció d'habitatges econòmics i de protecció oficial així com la seva adjudicació en règim de lloguer o accés a la propietat, mitjançant renta amortitzable o venda. També es dedicava a operacions relacionades amb la promoció d'habitatges, com ara l'adquisició de terrenys i la seva urbanització i parcel·lació.
Es tractava d'una empresa pública i, per tant, l'alcalde de Granollers Francesc Llobet Arnan fou l'impulsor del projecte. La seva activitat es va centrar sobretot en dos projectes d'habitatges socials: el primer, impulsat a principis de la dècada dels 70, fou el polígon anomenat aleshores Almirante Carrero Blanco, ubicat on hi ha l'actual barri de Can Bassa; i el segon, iniciat el 1975, van ser els blocs de pisos a la zona de Can Mònic, entre els termes municipals de Granollers i Les Franqueses del Vallès, que es van anomenar Ramón y Cajal i que ara es coneixen també pel nom de Can Mònic.
Les promocions d'habitatges impulsades per Vimugrasa van tenir aviat problemes per l'endarreriment en les obres, l'augment dels preus dels materials i les deficiències dels habitatges, que van comportar queixes per part dels inquilins quan van començar a ocupar-los. Això va generar moviments veïnals, tant a Can Bassa per les deficiències de construcció, com a Can Mònic pels retards en la finalització de l'obra i la deficiència en els serveis. Alhora, queien sospites de corrupció sobre l'alcalde relacionades amb l'empresa.
Aquests factors van afectar l'empresa que a finals de la dècada dels 70 entrava en fase de liquidació presentant suspensió de pagaments el 1979 la liquidació final de l'empresa per part del primer consistori democràtic presidit per Rafael Ballús.
El juliol de 2005 la documentació generada per l'empresa, que es conservava en un magatzem municipal, va ser traslladada a l'arxiu de la ciutat, passant a conformar un fons documental propi.